# Brun sumplöpare
Bred sumplöpare, Patrobus atrorufus,är en skalbaggsart som först beskrevs av Hans Strøm 1768.  Bred sumplöpare ingår i släktet Patrobus, och familjen jordlöpare, Carabidae. Arten är reproducerande i Sverige.